# Gotthilf Bayh
Gotthilf Bayh (* 9. September 1888 in Kaisersbach; † 12. Januar 1969 in Stuttgart) war ein deutscher sozialdemokratischer Politiker.

## Werdegang
Bayh war von 1948 bis 1962 Bürgermeister der Gemeinde Schmiden. Während seiner 14-jährigen Amtszeit wurden eine Reihe infrastruktureller Bauprojekte realisiert. 1951 wurde die nahezu ohne Eigenmittel errichtete Friedensschule (Albert-Schweitzer-Schule) eingeweiht. 1952 wurde mit dem Bau der Kanalisation begonnen. Zudem wurde auf Bayhs Drängen hin das erste Gewerbegebiet erschlossen.
Daneben gehörte er als Abgeordneter der SPD von 1950 bis 1952 dem Landtag von Württemberg-Baden an. Nach der Bildung des Südweststaates war er zunächst Mitglied der Verfassunggebenden Landesversammlung und von 1952 bis 1960 als Direktkandidat des Wahlkreises Waiblingen I Abgeordneter im Landtag von Baden-Württemberg.

## Ehrungen
- 1952: Verdienstkreuz am Bande der Bundesrepublik Deutschland
- 1962: Ehrenbürgerschaft der Gemeinde Schmiden
- Benennung einer Straße in Schmiden